# Frontignan-de-Comminges
Frontignan-de-Comminges é uma comuna francesa na região administrativa da Occitânia, no departamento do Alto Garona. Estende-se por uma área de 2.53 km², com 79 habitantes, segundo o censo de 2018, com uma densidade de 31 hab/km².